# Dory Funk
Dorrance Wilhelm Funk, detto Dory (Hammond, 19 maggio 1919 – Amarillo, 3 giugno 1973), è stato un wrestler statunitense, padre dei lottatori  Dory Funk Jr. e Terry Funk.

## Biografia
Dopo un passato come campione di lotta studentesca, Dory iniziò la sua carriera nel wrestling professionistico dopo aver prestato servizio in marina durante la seconda guerra mondiale. In carriera, lottò prevalentemente in Texas e negli Stati centrali degli Stati Uniti.
Agli inizi di carriera, combatteva con lo pseudonimo Dory Dean. Nel 1949 si trasferì ad Amarillo, in Texas, e da lì in poi sarebbe sempre stato associato con quel territorio, dove lottò come Dory Funk.
Dopo essersi ritirato dal ring nel 1953, divenne un promoter e lavorò insieme a Doc Sarpolis nella zona di Amarillo, dove contribuì a creare una scena wrestling locale che produsse numerosi talenti, inclusi i suoi figli  Dory Funk Jr. e Terry Funk, ma anche altri nomi noti come Stan Hansen, Tully Blanchard, Ted DiBiase, Tito Santana, Frank Goodish, Jumbo Tsuruta e Genichiro Tenryu. Molti dei suoi wrestler avevano alle spalle un passato da giocatori di football americano alla West Texas State University. Funk ebbe sempre ottimi rapporti d'affari con il fondatore della All Japan Pro Wrestling Giant Baba, cosa che garantì quindi un'esposizione a livello internazionale ai lottatori sotto contratto con lui.

## Morte
Funk morì il 3 giugno 1973 all'età di 54 anni a causa di un infarto improvviso. La sua salma venne sepolta nel Dreamland Cemetery di Canyon, Texas.

## Personaggio

### Mossa finale
- Spinning toe hold[1]

## Titoli e riconoscimenti
- Championship Wrestling from Florida
  - NWA Florida Southern Tag Team Championship (1) - con José Lothario
- National Wrestling Alliance
  - NWA Hall of Fame (Classe del 2013)[2]
- NWA All-Star Wrestling
  - NWA Pacific Coast Tag Team Championship (Vancouver version) (2) - con Lou Thesz (1) & Pancho Pico (1)
- NWA Western States Sports
  - NWA Brass Knuckles Championship (Amarillo version) (2)
  - NWA North American Heavyweight Championship (Amarillo version) (17)
  - NWA North American Tag Team Championship (Amarillo version) (7) - con Bob Geigel (1), Dick Hutton (1) & Ricky Romero (5)
  - NWA Southwest Tag Team Championship (4) - con Cowboy Carlos (2) & Bob Geigel (2)
  - NWA Western States Heavyweight Championship (1)
  - NWA World Junior Heavyweight Championship (1)
- Professional Wrestling Hall of Fame and Museum
  - (Classe del 2020) - Non-Participant
- Wrestling Observer Newsletter awards
  - Wrestling Observer Newsletter Hall of Fame (Classe del 1996)